# Solariorbis blakei
Solariorbis blakei is een slakkensoort uit de familie van de Tornidae. De wetenschappelijke naam van de soort is voor het eerst geldig gepubliceerd in 1944 door Rehder.